# Guaymí (langue)
Le guaymí ou ngäbe est une langue chibchane parlée par les Guaymí au Panama et au Costa Rica.

## Écriture
| a | ä | b | ch | d | e | g | gw | i | j | k | kw | l | m | n | ng | ngw | ñ | o | ö | r | s | t | u | ü | y |